# Canada Creek Ranch
Canada Creek Ranch es un lugar designado por el censo ubicado en el condado de Montmorency en el estado estadounidense de Míchigan. En el Censo de 2010 tenía una población de 304 habitantes y una densidad poblacional de 31,61 personas por km².

## Geografía
Canada Creek Ranch se encuentra ubicado en las coordenadas 45°10′37″N 84°12′33″O / 45.17694, -84.20917. Según la Oficina del Censo de los Estados Unidos, Canada Creek Ranch tiene una superficie total de 9.62 km², de la cual 8.95 km² corresponden a tierra firme y (6.89%) 0.66 km² es agua.

## Demografía
Según el censo de 2010, había 304 personas residiendo en Canadá Creek Ranch. La densidad de población era de 31,61 hab./km². De los 304 habitantes, Canada Creek Ranch estaba compuesto por el 97.37% blancos, el 0% eran afroamericanos, el 0.66% eran amerindios, el 0.33% eran asiáticos, el 0% eran isleños del Pacífico, el 0% eran de otras razas y el 1.64% pertenecían a dos o más razas. Del total de la población el 0.33% eran hispanos o latinos de cualquier raza.